# Pambolus micropennis
Pambolus micropennis är en stekelart som beskrevs av Van Achterberg 2003. Pambolus micropennis ingår i släktet Pambolus och familjen bracksteklar. Inga underarter finns listade i Catalogue of Life.